# 长舟马先蒿
长舟马先蒿（学名：Pedicularis dolichocymba）是列当科马先蒿属的植物，为中国的特有植物。分布在中国大陆的云南、西藏、四川等地，生长于海拔3,500米至4,300米的地区，常生于荒山高草坡与岩石间，目前尚未由人工引种栽培。